# Bilall Yamout
Bilall Yamout (arab. ‏بلال يموت‎) – libański pływak, uczestnik letnich igrzysk olimpijskich.
Yamout reprezentował Liban na Letnich Igrzyskach Olimpijskich 1980 w Moskwie na dystansie 100 i 200 metrów stylem dowolnym. W obu konkurencjach odpadł w eliminacjach. Został sklasyfikowany kolejno na 37. i 41. miejscu.